# Proanoplomus longimaculatus
Proanoplomus longimaculatus är en tvåvingeart som beskrevs av Hardy 1973. Proanoplomus longimaculatus ingår i släktet Proanoplomus och familjen borrflugor.
Artens utbredningsområde är Myanmar. Inga underarter finns listade i Catalogue of Life.